# Thunnus alalunga
Germon
Espèce
Statut de conservation UICN

 NT  : Quasi menacé
Le germon ou thon blanc (Thunnus alalunga) est une espèce de poissons de la famille des Scombridae. Ce thon est un poisson de large répartition (tous les océans, mer Méditerranée), très prisé par les pêcheries.
C'est un thonidé grégaire vivant dans les eaux tempérées. Il peut parcourir de très grandes distances au cours de sa vie. Les migrations de cette espèce sont parmi les plus longs déplacements réalisés par des poissons dans le monde.
Comme toutes les espèces de thons, il est en régression à cause de la surpêche. Début 2010, il n'était pas protégé par la CITES.
Il existe une autre espèce de poisson appelée thon blanc : le Gymnosarda unicolor

## Pêche
Il s'agit de l'espèce de thon des plus recherchées par la pêche industrielle. Il est pêché principalement dans l’océan Pacifique (60 %), dans l'océan Atlantique (21 %) et l'océan Indien (18 %). 
Pour le marché européen, la principale source est celle de l’Atlantique. Les bancs sont exploités par les pêcheurs de surface quand ils passent au large des côtes françaises et espagnoles (golfe de Gascogne), ainsi qu'autour des Açores. La ressource en Atlantique Sud est principalement exploitée par les palangriers asiatiques au large des côtes africaines.
L’Espagne est le principal pays pêcheur de thon germon (16 946 tonnes en 2018).

## Consommation
La chair de ce thon est très prisée, notamment par le marché japonais, pour la confection de sushi et sashimi, bien qu'on lui préfère dans ce pays le thon rouge (dont la pêche pourrait bientôt être interdite ou plus sérieusement contrôlée).
Aliment souvent rendu toxique en raison de sa position dans le réseau trophique, le thon est une des espèces commercialisées qui accumule le plus de mercure, et de plus en plus (sous forme de méthylmercure essentiellement) de composés organiques polluants solubles dans le gras ou la chair. Selon les analyses d'Ifremer, le mercure total varie de 0,84 à 1,45 mg/kg poids/poids (moyenne 1,17 mg/kg) chez le thon germon pêché en Méditerranée (soit plus encore que les 0,16 à 2,59 mg/kg — moyenne 1,18 mg/kg — trouvés chez le thon rouge en Méditerranée au début des années 2000).
- Dans 78,6 % des thons germon (et dans 61,1 % des thons rouges) le mercure total excède la teneur maximale fixée par la Décision de la Commission européenne (1 mg/kg sur poids humide)[5].
- Chez ces deux espèces, le mercure est essentiellement sous la forme méthylée (la plus toxique, est présente dans la chair et non dans le gras), avec des pourcentages 77 à 100 % (moyenne 91,3 %) de mercure méthylé par rapport au mercure total chez le thon germon et de 75 à 100 % (moyenne 91 %) chez le thon rouge[5].
- La quantité de mercure ingérée hebdomadairement pour un consommateur moyen dépasse largement le seuil d'ingestion Hebdomadaire Tolérable Provisoire (IHTP) établie pour les deux espèces par l'OMS[5]. Ce mercure est particulièrement dangereux pour les femmes enceintes et plus exactement pour leur fœtus ou embryon qui y sont très sensibles.
- De plus, la partie la plus prisée par les Japonais n'est pas la partie ventrale qui se sert en tranches de sashimi, mais la chair se trouvant directement au contact de l'arête centrale du poisson, une chair extrêmement grasse (la plus susceptible de contenir certains polluants solubles dans le gras tels que HAP, PCB, dioxines, furanes, etc.). Or, chez la souris des synergies entre PCB et mercure semblent pouvoir aggraver la toxicité respective de ces deux produits[6].

Dans tous les cas les produits commercialisés dans l'Union européenne doivent respecter le seuil de 1 mg/kg de poids frais fixé par le Règlement 1881/2006